# Michelle Zimmer
Michelle Zimmer (6 de marzo de 1997) es una deportista alemana que compite en natación sincronizada. Ganó una medalla de plata en los Juegos Europeos de Cracovia 2023, en la prueba combinación libre.

## Palmarés internacional
| Juegos Europeos | Juegos Europeos    | Juegos Europeos  | Juegos Europeos   |
| Año             | Lugar              | Medalla          | Prueba            |
| --------------- | ------------------ | ---------------- | ----------------- |
| 2023            | Oświęcim (Polonia) | Medalla de plata | Combinación libre |